# NEO SIGNALIFE
〈NEO SIGNALIFE〉(네오 시그널라이프)는 유이카오리의 열 번째 싱글이다. 2015년 1월 7일에 킹레코드에서 발매되었다.

## 개요
전작 〈Intro Situation〉에서 약 반년만이 되는, 2015년 1번째 싱글이다. 발매형태는 DVD가 있는 초회한정반(KICM-91564) 및 통상반(KICM-1564)의 2종류로, DVD에는 〈NEO SIGNALIFE〉의 PV와 그 메이킹 영상이 수록되어있다.
타이틀곡인 〈NEO SIGNALIFE〉는 분카방송 《분카방송 스포츠 스퀘어 ~ SET UP》의 엔딩테마로도 사용된 EDM에서, “‘다음 단계로 나아가는’ 강한 의사를 보여준다”는 컨셉트 하에 제작되었다. 또, 커플링곡인 〈오리온의 메시지〉(オリオンからのメッセージ)는 겨울 길의 풍경을 부른 발라드로 제작되어있다.
〈NEO SIGNALIFE〉의 PV는 유이카오리가 우주선으로 여행하는 장면과 곡에 맟추어서 춤추는 장면이 번갈아서 흐르는 것으로 되어있다. 또, 디스크 자켓은 의상과 배경에 기하학적 무늬가 배합된 디자인으로 갖추어져있다.

## 수록곡
| #            | 제목                                           | 작사         | 작곡          | 편곡            | 재생 시간 |
| ------------ | ---------------------------------------------- | ------------ | ------------- | --------------- | --------- |
| 1.           | 〈NEO SIGNALIFE〉                              | 하타 아키    | 오노 타카미츠 | 오쿠보 카오루   | 4:06      |
| 2.           | 〈오리온의 메시지〉 (オリオンからのメッセージ) | 마츠이 고로  | 치미          | 오쿠보 토모히로 | 5:11      |
| 3.           | 〈NEO SIGNALIFE (off vocal ver.)〉             |              |               |                 | 4:06      |
| 4.           | 〈오리온의 메시지 (off vocal ver.)〉           |              |               |                 | 5:09      |
| 총 재생 시간 | 총 재생 시간                                   | 총 재생 시간 | 총 재생 시간  | 총 재생 시간    | 18:32     |

| #  | 제목                           | 재생 시간 |
| -- | ------------------------------ | --------- |
| 1. | 〈NEO SIGNALIFE〉 (뮤직비디오) |           |
| 2. | 〈메이킹〉                     |           |

## 수록 음반
| 곡명            | 음반              | 발매일          |
| --------------- | ----------------- | --------------- |
| NEO SIGNALIFE   | 《Bright Canary》 | 2015년 11월 4일 |
| 오리콘의 메시지 | 《Bright Canary》 | 2015년 11월 4일 |

## 발매일
| 국가     | 일정           | 포맷            | 레이블     |
| -------- | -------------- | --------------- | ---------- |
| 일본     | 2015년 1월 7일 | CD+DVD          | 킹레코드   |
| 대한민국 | 2015년 1월 7일 | 디지털 다운로드 | 씨앤엘뮤직 |